# 佐々機関区

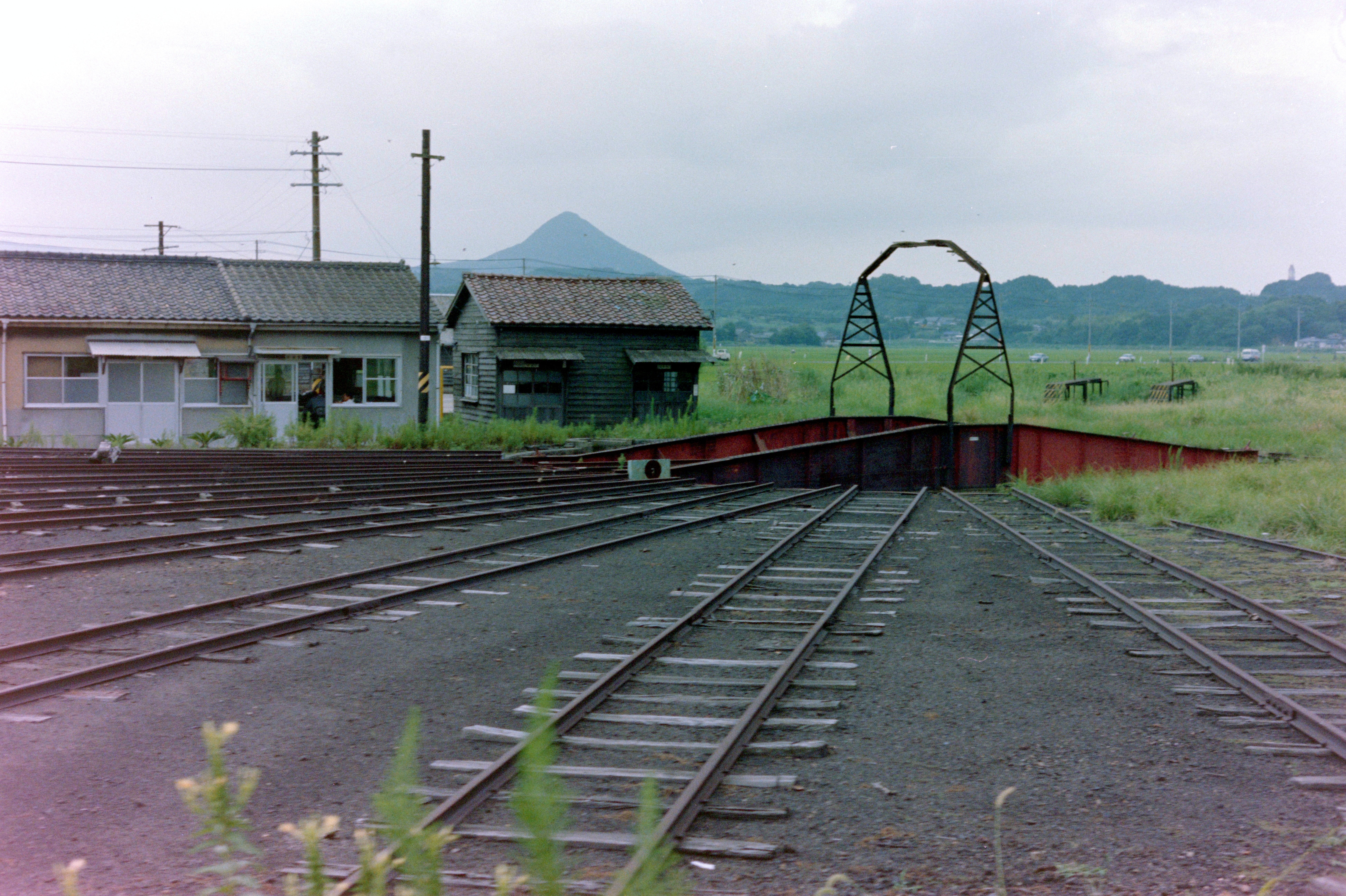
佐々機関区の転車台（1983年）

佐々機関区（さざきかんく）は、長崎県北松浦郡佐々町の佐々駅に隣接し、松浦線（現・松浦鉄道西九州線）とその支線である世知原線・臼ノ浦線・柚木線（いずれも廃止）の機関車及び気動車が配置されていた日本国有鉄道の機関区である。

## 歴史
- 1945年（昭和20年）3月 - 松浦線全通により早岐機関区佐々支区から昇格、独立する。
- 1969年（昭和44年）10月 - 当区配置のC11形（165号機）牽引のお召し列車が伊万里-有田間で運転される。
- 1970年（昭和45年）10月 - 配置されていた蒸気機関車が早岐機関区へ転属、乗務員区となる。
- 1984年（昭和59年）2月 - 廃止。

## 所属車両

### 蒸気機関車
- 10形 -（在籍1947年）
- 3420形 -（在籍1947年）
- C11形 -（在籍1947年-1963年）
- 「国鉄動力車配置表』1931年より1965年までの1945年を除く隔年分から『世界の鉄道』1967年、朝日新聞社

### 気動車
- キハ04形
- キハ02形 - レールバス。世知原線等の支線を中心に使用された。

### 所属車両の車体に記されていた略号
- 旅客車：「門ササ」 - 門司鉄道管理局を意味する「門」と、佐々を意味する「ササ」から構成される。
- 機関車：「佐」 - 佐々を意味する「佐」から構成される。